# De Gulke Putten
Het natuurgebied De Gulke Putten is gelegen in de Belgische gemeente Wingene, op gronden van het Radiozendstation Belradio, op de grens met Ruiselede. Het natuurreservaat situeert zich in de nabijheid van de site Sint-Pietersveld en wordt beheerd door Natuurpunt vzw. Het gebied is rijk aan natte en droge heide, heischrale graslanden, hakhout met bloemrijke paden en open plekken met orchideeënrijk hooiland. Het gebied is Europees beschermd als onderdeel van Natura 2000-gebied 'Bossen, heiden en valleigebieden van Zandig Vlaanderen: westelijk deel' (BE2500004).

## Ontstaan en beheer
In 1969 werd gestart met een gebied van 1,25 ha dat in 1973 reeds uitgebreid was tot 13 ha. Na de eigendomsoverdracht van het Radiozendstation (Belgacom) naar de Krijgsmacht werd een beheersovereenkomst gesloten. Zo breidde het natuurgebied tussen 2000 en 2008 verder uit van 16 ha tot meer dan 100 ha. Het beheer bestaat uit plaggen, maaien, kappen, begrazen en laten gedijen. Dit leidt tot het herstel en het in stand houden van zeldzame relictsoorten en voedselarme habitats.

## Beschrijving
Het reservaat is een relict van de vroegere uitgestrekte gronden die behoorden tot het middeleeuwse Bulskampveld. Het natuurreservaat bestaat uit een viertal habitattypes. Een groot deel is hakhout, wat evolueert tot opgaand bos met onder andere zomereik, berken, ratelpopulier en ook Amerikaanse eik en gewone vogelkers. De niet al te zure bodems zorgen voor bos- en bosrandplanten zoals salomonszegel, bleeksporig bosviooltje, guldenroede en dalkruid. Op de open plekken domineren pijpestrootje en struikheide met in de zure greppels veenmos en zegge. Hier zijn broedvogels zoals de groene specht, de ransuil en de staartmees te vinden. Ook de paden en dreven leveren waardevolle heischrale vegetatie zoals onder meer gevlekte orchis, tandjesgras en borstelgras, tormentil en struikheide. Het gebied is niet vrij toegankelijk.

## Afbeeldingen

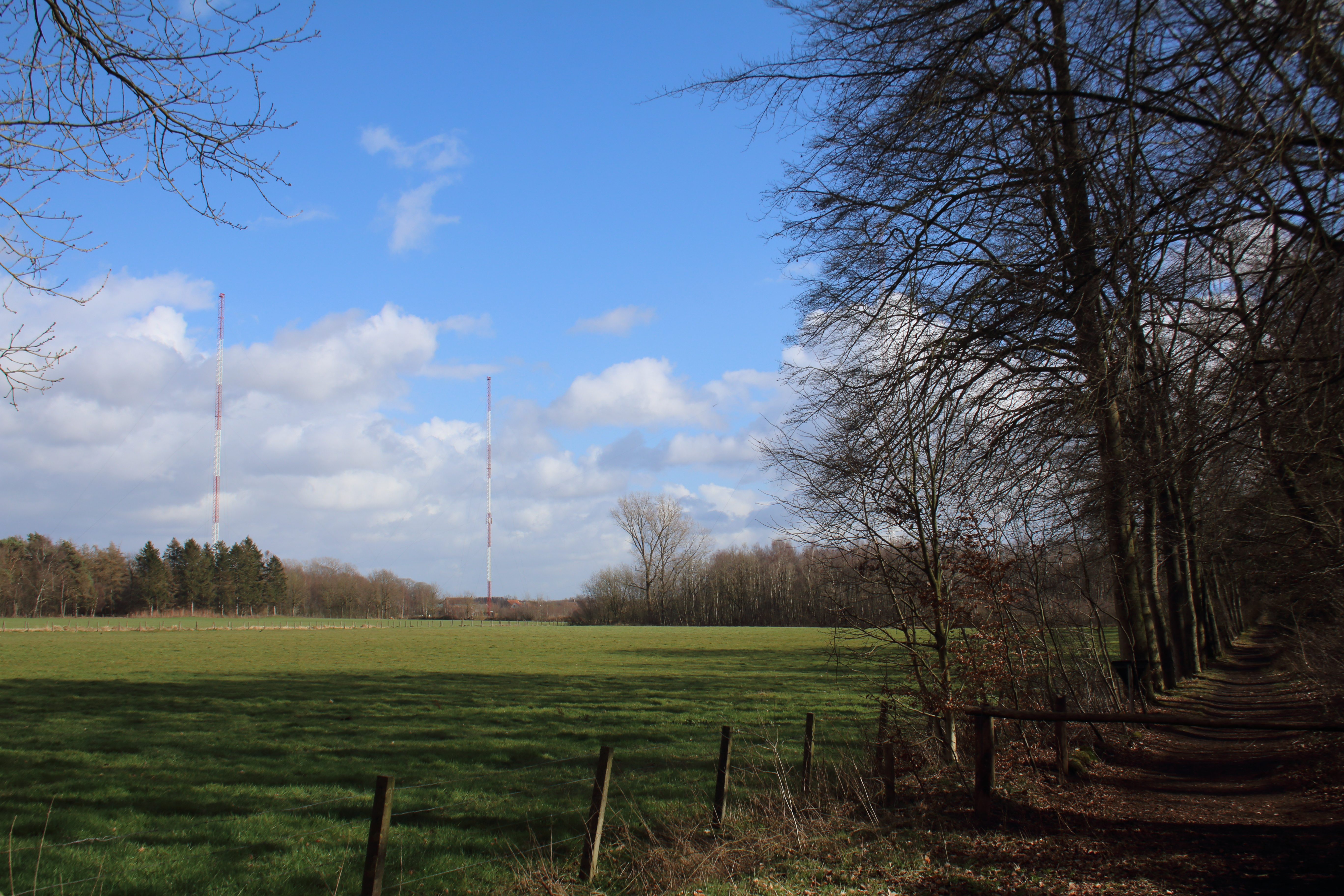
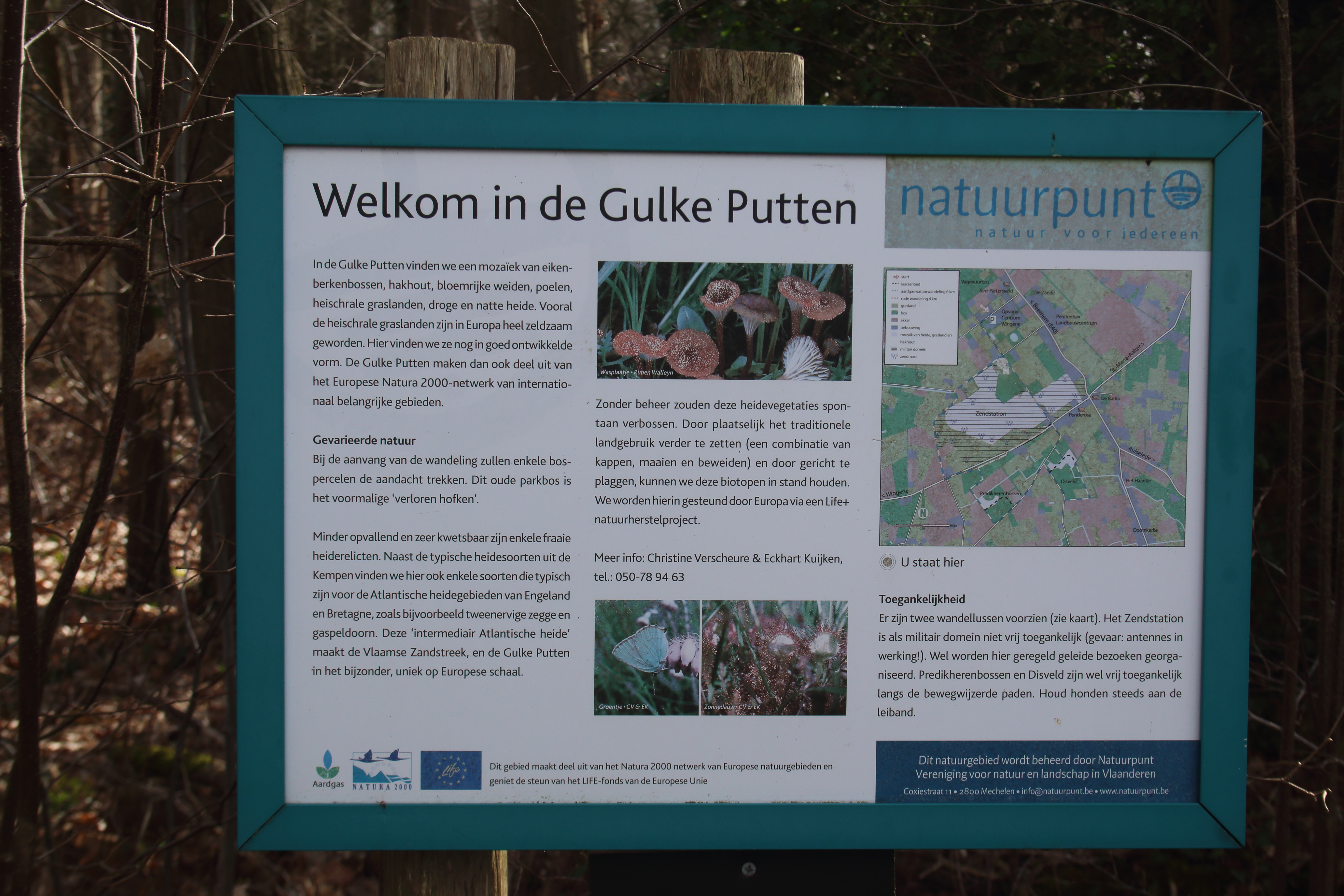
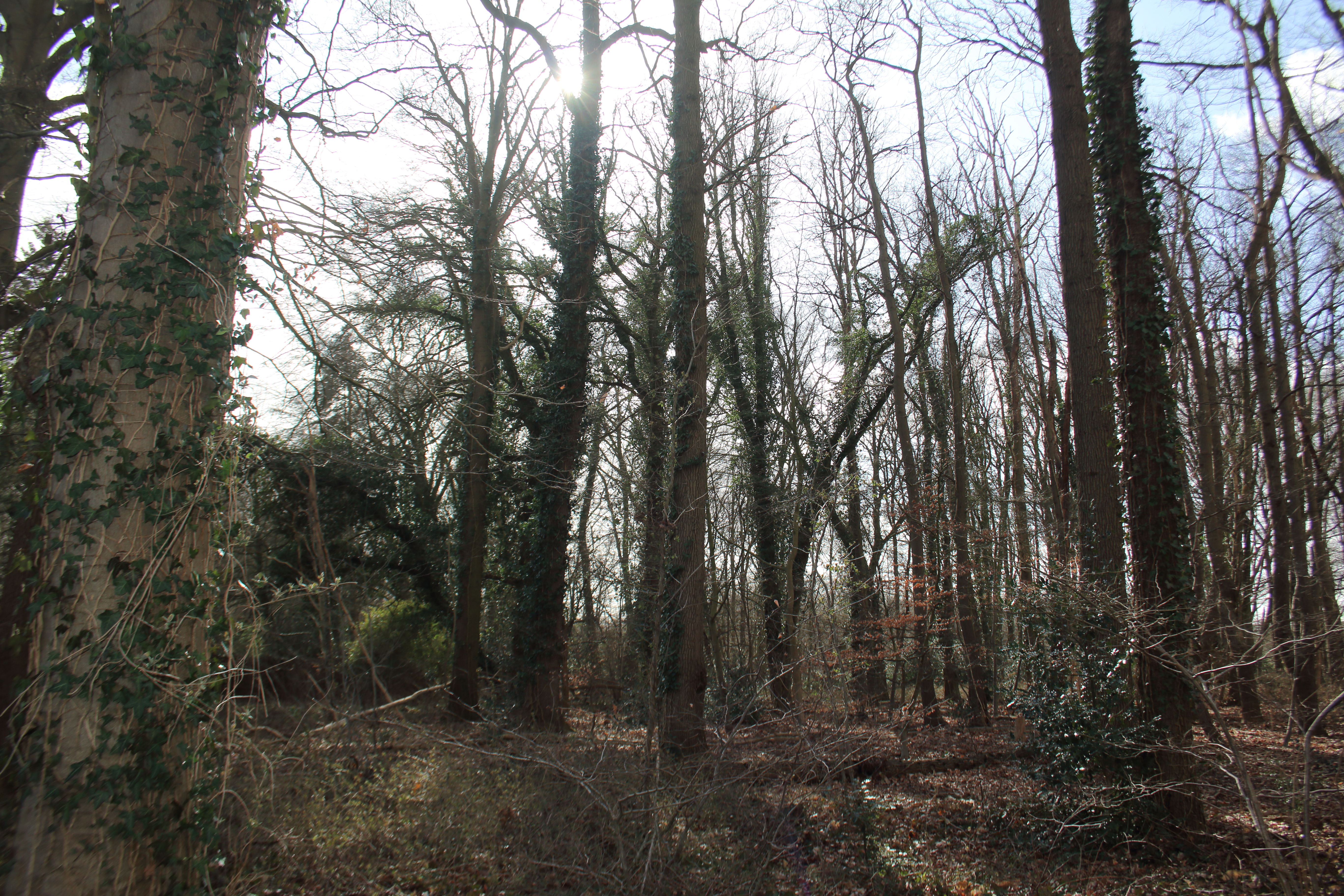